# El Reguer (Taradell)
El Reguer és una masia de Taradell (Osona) inclosa a l'Inventari del Patrimoni Arquitectònic de Catalunya.

## Descripció
Masia de planta rectangular, coberta a dues vessants amb el carener perpendicular a la façana situada a migdia. És assentada damunt la roca viva al vessant de ponent de la serra que dona nom a la casa. Consta de planta i dos pisos. El portal de la façana és d'arc rebaixat i a la part dreta se n'hi obre un altre de forma rectangular, així com altres obertures a la resta de l'alçat. A llevant hi ha un portal amb llinda de roure i diversos finestres. Al nord hi ha diverses annexions pertanyents a reformes successives i un mur de tancament. A ponent s'hi adossen cossos moderns. Els materials constructius són diversos i els que donen la fesomia actual a la casa són moderns, la qual cosa desfigura i amaga les construccions antigues de la casa.

## Història
El lloc del Reguer o "Regerio" el trobem documentat ja l'any 1022. La masia existia ja abans del 1325 i com la majoria de masies del NE de la població pertanyia a la parròquia de Santa Eugènia de Berga malgrat que actualment es troben dins el terme municipal de Taradell. Moltes d'aquestes masies havien nascut a rel de l'establiment dels fadristerns dels masos en terres no llunyanes del mas patern. Aquesta masia no patí el despoblament provocat per la pesta negra i la trobem registrada en els fogatges del segle xvi així com en el nomenclàtor de la província del 1860. La fesomia actual de la masia no denota cap element medieval més aviat és fruit de reformes successives que podríem datar des del segle xviii fins a l'actualitat.